# Pressy (Pas-de-Calais)
Pressy é uma comuna francesa na região administrativa de Altos da França, no departamento de Pas-de-Calais. Estende-se por uma área de 4,33 km². Em 2010 a comuna tinha 322 habitantes (densidade: 74,4 hab./km²).